# Kacangan (Malo)
Kacangan is een bestuurslaag in het regentschap Bojonegoro van de provincie Oost-Java, Indonesië. Kacangan telt 2416 inwoners (volkstelling 2010).